# Xymene
Xymene es un género de gasterópodos, marinos de la familia Muricidae. Se encuentran en Nueva Zelanda.

## Especies
En el género Xymene se incluyen:
- Xymene ambiguus (Philippi, 1844)
- Xymene aucklandicus (E. A. Smith, 1902)
- Xymene convexus (Suter, 1909)
- Xymene erectus (Suter, 1909)
- Xymene gouldi (Cossmann, 1903)
- Xymene huttoni (Murdoch, 1900)
- Xymene mortenseni (Odhner, 1924)
- Xymene plebeius (Hutton, 1873)
- Xymene pulcherrimus (Finlay, 1930)
- Xymene pumilus (Suter, 1909)
- Xymene pusillus (Suter, 1907)
- Xymene teres (Finlay, 1930)
- Xymene traversi (Hutton, 1873)
- Xymene warreni Ponder, 1972